# Chaetocnema confinis
Chaetocnema confinis (лат.) — вид жуков-листоедов рода Chaetocnema трибы земляные блошки из подсемейства козявок (Galerucinae, Chrysomelidae). 

## Распространение
Встречаются в нескольких регионах: Юго-восточной Азии (Вьетнам, Индия, Китай, Таиланд, Тайвань, Филиппины, Япония); Австралия; Неарктика; Неотропика; Афротропика. Предположительной рординой является Северная Амерки а, позднее был интродуцирован в Азию, Африку и другие регионы. Самцы за пределами Неарктики не встречаются, что говорит о партеногенетическом способе размножения в интродуцированных регионах.

## Описание
Длина 1,50—2,00 мм, ширина 0,80—1,00 мм. От близких видов (Chaetocnema indica, Chaetocnema  jinxiuensis) отличается комбинацией следующих признаков: более грубыми и близко расположенными пунктурами пронотума, формой эдеагуса и переднеспинки (соотношение ширины к длине 1,65—1,68). Переднеспинка и надкрылья гладкие, бронзоватые. Голова и дорзум мелко сетчатые. Фронтолатеральная борозда присутствует. Антенномеры усиков желтовато-коричневые (А1-11), ноги желтовато-коричневые и коричневые, задние бёдра темнокоричневые, кончики лапок — жёлтые. Голова гипогнатная (ротовые органы направлены вниз). Надкрылья покрыты несколькими рядами (6—8) многочисленных мелких точек — пунктур. Бока надкрылий выпуклые. Второй и третий вентриты слиты. Средние и задние голени с выемкой на наружной стороне перед вершиной. Переднеспинка без базальной бороздки. Вид был впервые описан в 1873 году британским энтомологом Джорджем Робертом Крочем (1842–1874) по материалам из США, а его валидный статус был подтверждён в ходе ревизии, проведённой в 2019 году в ходе ревизии ориентальной фауны рода Chaetocnema, которую провели энтомологи Александр Константинов (Systematic Entomology Laboratory, USDA, c/o Smithsonian Institution, National Museum of Natural History, Вашингтон, США) и его коллеги из Китая (Ruan Y., Yang X., Zhang M.) и Индии (Prathapan K. D.).
Кормовые растения: сладкий картофель (батат), соевые бобы, табак, картофель, помидоры, липа, дикая вишня, конский каштан, дуб, клён, мальва индийская, пшеница, рапс, артишок.